# Rue François-Mansart
Pour les articles homonymes, voir Rue Mansart.
La rue François-Mansart (en occitan : carrièra François Mansart) est une voie de Toulouse, chef-lieu de la région Occitanie, dans le Midi de la France.

## Situation et accès

### Description
La rue François-Mansart est une voie publique. Elle se trouve dans le quartier de Marengo.
La rue François-Mansart naît au carrefour de la rue Homère et de la rue Claude-Perrault. Longue de 203 mètres, d'une largeur régulière de 8 mètres, elle est orientée à l'est. Elle débouche, après 69 mètres, sur la place Arago, qui reçoit et la rue des Champs-Élysées au sud. Au-delà de la place, se prolonge, croisant la rue Mil-Huit-Cent-Quatorze, puis se terminant en rencontrant la rue du Général-Taupin. Elle s'élève progressivement, en suivant la pente du coteau de la butte du Calvinet, passant d'une altitude de 148 mètres, près de la rue Claude-Perrault, à 151 mètres au niveau de la rue des Champs-Élysées, et à 162 mètres au carrefour de la rue du Général-Taupin.
La chaussée compte une seule voie de circulation automobile à double-sens. Elle appartient à une zone 30 et la vitesse y est limitée à 30 km/h. Il n'existe pas d'aménagement cyclable.

### Voies rencontrées
Le rue François-Mansart rencontre les voies suivantes, du sud au nord (« g » indique que la rue se situe à gauche, « d » à droite) :
1. Rue Homère (g)
2. Rue Claude-Perrault (d)
3. Place Arago (g)
4. Rue des Champs-Élysées (d)
5. Rue Mil-Huit-Cent-Quatorze
6. Rue du Général-Taupin

### Transports
La rue François-Mansart se trouve à proximité des stations Marengo – SNCF et Jolimont, sur la ligne de métro . Près de la première se trouve une gare de bus qui abrite le terminus des lignes du Linéo L8L14. Près de la deuxième se trouve le terminus de la ligne de bus 37. Enfin, le long des boulevards de Bonrepos et de la Gare, se trouvent également les arrêts des lignes de bus 2327.
La station de vélos en libre-service VélôToulouse la plus proche de la rue François-Mansart est la station no 5 (5 rue René-Leduc).

## Odonymie
La rue porte le nom de François Mansart (1598-1666), architecte français, représentant du classicisme au Grand Siècle, auteur de plusieurs châteaux, hôtels particuliers et édifices religieux, principalement à Paris et dans la région parisienne. Entre 1618 et 1621, encore jeune architecte, il remplace son oncle, Marcel Le Roy, et dirige les travaux de construction du Pont Neuf à Toulouse. La rue aboutit d'ailleurs à la rue Claude-Perrault, autre architecte du XVIIe siècle.
La rue avait porté jusqu'en 1936 le nom de Marceau, d'après la famille qui possédait à la fin du XIXe siècle les terrains sur lesquels la rue avait été percée. Elle changea de nom pour éviter toute confusion avec une autre rue Marceau, au quartier du Busca.

## Histoire
La rue est tracée vers 1885 sur des terrains agricoles appartenant à la famille Marceau. Son aménagement s'inscrit dans le cadre de l'urbanisation progressive du coteau de la colline du Calvinet au cours du XIXe siècle. Il prolonge l'aménagement du faubourg de Marengo à partir de 1858 et jusque dans les années 1860, qui s'était d'abord concentré autour de la rue Marengo (partie de l'actuel boulevard de Marengo) et de la rue du Dix-Avril. Progressivement, plusieurs rues sont tracées au-delà du chemin des Redoutes (actuelle rue Bernard-Ortet), autour de la nouvelle place Sainte-Foy (actuelle place Arago), dessinée en 1870 : rue Escats (actuelle rue Mil-Huit-Cent-Quatorze) vers 1880, rue des Champs-Élysées en 1883, rue du Général-Taupin en 1884, rue Marceau (actuelle rue François-Mansart) en 1885, rue Voltaire en 1888, rue des Jardins-Élysées (actuelle rue Homère) en 1890.

## Patrimoine et lieux d'intérêt
- no  2 : maison (Joseph et Jean-Louis Gilet, deuxième quart du XXe siècle).  Inscrit MH (2010)[13],[14].
- no  12 : maison (deuxième moitié du XIXe siècle)[15].